# Konso
Konso (también conocida como Karati) es una localidad al suroeste de Etiopía, ubicada a orillas del río Sagan. Esta ciudad, centro administrativo del distrito especial de Konso de las Naciones, Nacionalidades y Pueblos del Sur, se encuentra a 1650 metros sobre el nivel del mar. Algunos habitantes de los pueblos vecinos la conocen con el nombre de Pakawle.

## Patrimonio de la Humanidad
Konso, cuyo nombre proviene del grupo étnico homónimo, es conocida por sus tradiciones religiosas, sus esculturas y los fósiles de homínidos que se han encontrado en las cercanías. El sitio fue agregado a la Lista Tentativa de la Unesco para ser considerado Patrimonio de la Humanidad el 30 de enero de 1997, debido a su importancia cultural universal, y alcanzó la categoría de manera oficial en 2011.

## Economía
El fotógrafo Philip Briggs sugiere que la ciudad de hoy en día "puede describirse de manera prosaica como un círculo de tráfico de dimensiones cómicamente vastas, rodeado por una estación de servicio solitaria y unos cuantos hoteles dispersos". Según la Oficina de Finanzas y Desarrollo Económico de las Naciones, Nacionalidades y Pueblos del Sur, a 2003 las comodidades de Konso incluían acceso a telefonía digital, servicio postal, electricidad producida por un generador y una pequeña organización de microfinanzas. Las industrias locales son la apicultura, la tejeduría de algodón y la agricultura. El mercado abre de lunes a jueves y se encuentra a dos kilómetros del pueblo, por la calle Jinka.
En 2007, se instaló al norte de la ciudad una granja de permacultura, Strawberry Fields Eco-Lodge, que trabaja con voluntarios internacionales y escuelas locales para cultivar alimentos, promover el ecoturismo y enseñar la aplicación de sistemas de permacultura.

## Demografía
Según los datos recolectados por la Agencia Central de Estadística de Etiopía en 2005, Konso tiene una población local estimada de 4593 habitantes, de los cuales 2258 son hombres y 2335 mujeres. El censo nacional de 1994 había reportado que había 2535 habitantes en el pueblo: 1250 hombres y 1285 mujeres.